# Kruhová bašta (České Budějovice)
Kruhová bašta (též válcová nebo okrouhlá) je původně gotická hradební věž přibližně kruhového půdorysu v Českých Budějovicích. Pod číslem 3-632 a označením okrouhlá bašta v zahradě čp. 141 (417/66) je vedena jako součást památkově chráněného městského opevnění.

## Charakteristika a historie
Stojí v místě někdejšího parkánu mezi Zátkovým nábřežím a Českou ulicí, kde od přelomu 13. a 14. století (původně jako půlválcová) přiléhala k hlavní hradební zdi. Později byla stavebně upravena – omítnuta, opatřena taškovou střechou, špaletovými okny a dostavěna v zadní části – a stala se součástí areálu renezančně-barokní solnice. V roce 1902 rozhodla radnice (v souladu s Hackovým regulačním plánem města vypracovaným roku 1889 a radnicí schváleným 1895) o zbourání navazujících hradeb, sousední Klínovité bašty a části areálu solního skladu. Jak je patrné z historického snímku, hradby byly odstraněné až k samotné kruhové baště (okraj zcela vpravo). K baště během 13 měsíců Josef Hauptvogel a Jakob Stabernak přistavěli budovu Německého gymnázia, dnešního gymnázia Česká.

## Využití
Původní obranné využití po přestavbě nahradilo zakomponování do areálu solnice, později kamerálního úřadu, na jehož pozemku se nacházela. V letech 1950 až 1975 využíval věž Kovopodnik, který v domě Česká 66, k jehož pozemku patří, sídlil. Přízemí bylo využito jako podatelna, rozmnožovna a sklad tiskopisů. V patře úřadoval vedoucí podatelny. Po roce 1990 zde sídlilo Sdružení dětí a mládeže a Informační centrum pro mládež.

## Galerie

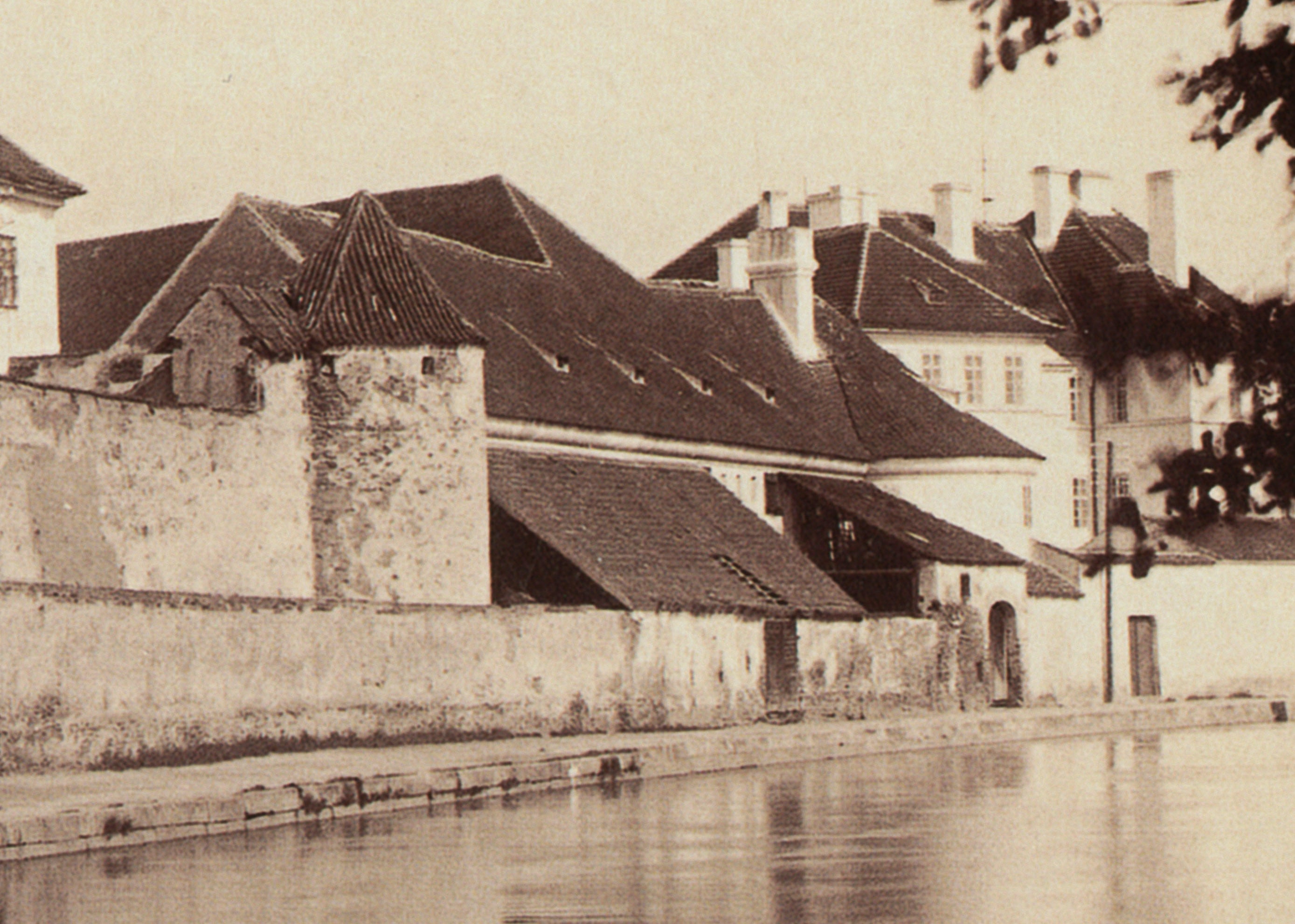
Bašty Klínovitá (vlevo) a Kruhová (vpravo) ještě jako součást budovy solnice
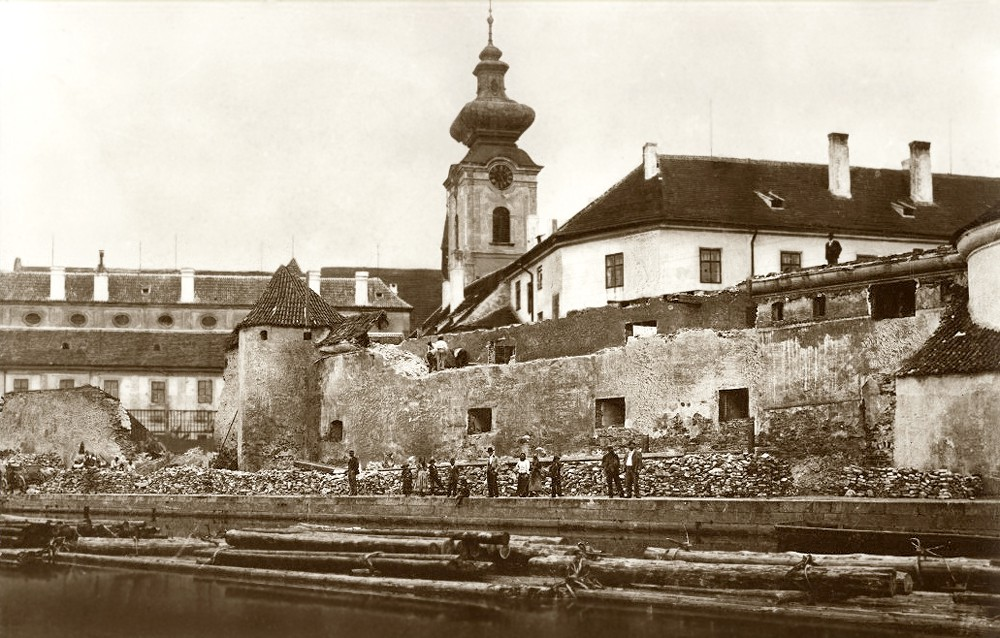
Bourání v roce 1902 postupující až ke Kruhové baště (na okraji zcela vpravo)
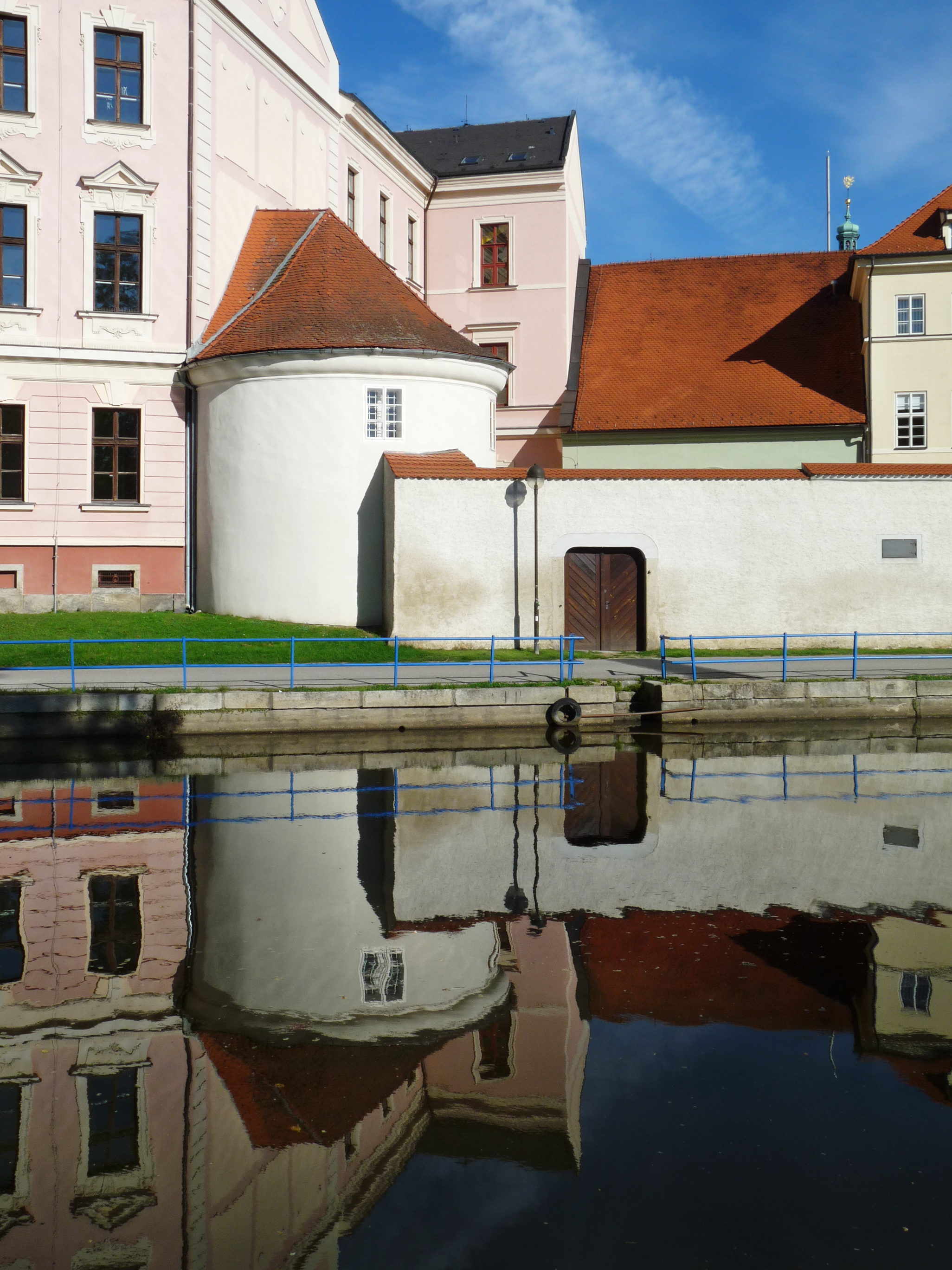
S budovou gymnázia